# 暗い鏡
『暗い鏡』（くらいかがみ、The Dark Mirror）は、1946年のアメリカ合衆国のサイコスリラー映画。ロバート・シオドマク監督。第19回アカデミー原案賞ノミネート（ウラジミール・ポズナー）。

## ストーリー
社交界を相手とする一流の医師が殺された。テリー・コリンズという美女が事件当夜被害者と会う約束をしていたことから、警察はテリーを犯人と推察する。
しかし、テリーにはルースという瓜二つの双子の姉妹がおり、2人とも完全なアリバイがないため、捜査は難航する。
そこで事件を担当するスティーヴンソン刑事は、若い心理学者スコット・エリオットに助けを乞う。彼も姉妹も協力的で、エリオットは姉妹にいろいろな心理テストを行なう。
その結果、姉妹の一人が犯罪精神病の傾向にある偏執狂であることが判明する。

## キャスト
※括弧内は日本語吹替（放送日1962年2月5日『テレビ名画座』15:00-17:00）
- ルース・コリンズ / テリー・コリンズ[3] - オリヴィア・デ・ハヴィランド（藤野節子）
- スコット・エリオット博士 - リュー・エアーズ（緒方敏也）
- スティーヴンソン刑事 - トーマス・ミッチェル（相沢治夫）
- ラスティ - リチャード・ロング（井上三千男）